# Walentina Stienina
Walentina Siergiejewna Stienina z d. Miłosławowa (ros. Валентина Сергеевна Стенина z d. Милославова, ur. 29 grudnia 1934 w Bobrujsku) – radziecka łyżwiarka szybka, dwukrotna medalistka olimpijska i wielokrotna medalistka mistrzostw świata.

## Kariera
Walentina Miłosławowa urodziła się w Bobrujsku na terenie obecnej Białorusi, jednak w 1941 roku wraz z rodziną wyjechała do Swierdłowska (obecnie Jekaterynburg) z powodu II wojny światowej. Pierwszy sukces w karierze osiągnęła w 1959 roku, kiedy zajęła drugie miejsce podczas wielobojowych mistrzostw świata w Swierdłowsku. W zawodach tych przegrała tylko z Tamarą Ryłową, a trzecie miejsce zajęła Lidija Skoblikowa. Rok później wystąpiła na igrzyskach olimpijskich w Squaw Valley, zdobywając srebrny medal na dystansie 3000 m. Rozdzieliła tam na podium Lidiję Skoblikową i Finkę Eevi Huttunen. W tym samym roku zwyciężyła na wielobojowych mistrzostwach świata w Östersund, wynik te powtarzając podczas mistrzostw świata w Tønsbergu w 1961 roku. Kolejny medal zdobyła na mistrzostwach świata w Karuizawie, ulegając tylko Skoblikowej i Indze Woroninej. Igrzyska olimpijskie w Innsbrucku przyniosły jej kolejny srebrny medal w biegu na 3000 m. Lepsza była tam tylko Lidija Skoblikowa, a drugie miejsce ex aequo ze Stieniną zajęła Han Pil-hwa z Korei Północnej. Na tych samych igrzyskach była również piąta w biegu na 1000 m i siódma na 1500 m. W 1965 roku była druga za Woronią na mistrzostwach świata w Oulu, a rok później, podczas mistrzostw świata w Trondheim zdobyła swój trzeci złoty medal. Wielokrotnie zdobywała medale mistrzostw ZSRR, w tym zwyciężała na 500 m w latach 1965 i 1966, na 1000 m w 1961 roku, na 3000 m w latach 1960–1961 i 1965-1967 oraz na 5000 m w 1960 roku. Ponadto cztery razy triumfowała w wieloboju: w latach 1961 i 1965-196. Karierę sportową zakończyła w 1968 roku.
Łyżwiarzem z olimpijskim medalem w dorobku był także jej mąż, Boris Stienin.

## Osiągnięcia

### Zimowe igrzyska olimpijskie
|                             | dystans | 1960   | 1964   |
| --------------------------- | ------- | ------ | ------ |
| Zimowe Igrzyska Olimpijskie | 1000 m  |        | 5.     |
| Zimowe Igrzyska Olimpijskie | 1500 m  | 5.     | 7.     |
| Zimowe Igrzyska Olimpijskie | 3000 m  | srebro | srebro |

### Mistrzostwa świata w wieloboju
|                                | 1959   | 1960  | 1961  | 1963 | 1964 | 1965   | 1966  | 1967 | 1968 |
| ------------------------------ | ------ | ----- | ----- | ---- | ---- | ------ | ----- | ---- | ---- |
| Mistrzostwa świata w wieloboju | srebro | złoto | złoto | brąz | 8.   | srebro | złoto | 6.   | 9.   |

## Rekordy życiowe
Ostatnia kolumna (RŚ) zawiera oficjalne rekordy świata, obowiązujące w momencie ustanowienia przez Stieninę poszczególnych rekordów życiowych.
| Dystans | Rekord | Data             | Miejsce    | RŚ     |
| ------- | ------ | ---------------- | ---------- | ------ |
| 500 m   | 46,0   | 11 stycznia 1964 | Czelabińsk | 44,9   |
| 1000 m  | 1:33,5 | 6 stycznia 1964  | Czelabińsk | 1:31,8 |
| 1500 m  | 2:23,5 | 21 lutego 1963   | Karuizawa  | 2:19,0 |
| 3000 m  | 5:06,3 | 12 stycznia 1964 | Czelabińsk | 5:06,0 |